# Péricles
Péricles (em grego Περικλῆς, lit. "cercado por glória"; c. 495/492 a.C. – 429 a.C.) foi um célebre e influente estadista, orador e estratego (general) da Grécia Antiga, um dos principais líderes democráticos de Atenas e a maior personalidade política do século V a.C. Viveu durante a Era de Ouro de Atenas — mais especificamente, durante o período entre as guerras Persas e Peloponésica. Descendia, pela linhagem de sua mãe, dos Alcmeônidas, uma influente e poderosa família.
Péricles teve uma influência tão profunda na sociedade ateniense que Tucídides, um historiador contemporâneo seu, o declarou "o primeiro cidadão de Atenas". Péricles transformou a Liga Délia num verdadeiro império ateniense, e liderou seus compatriotas durante os dois primeiros anos da Guerra do Peloponeso.
Péricles promoveu as artes e a literatura, num período em que Atenas tinha a reputação de ser o centro educacional e cultural do mundo da Grécia Antiga. Iniciou um ambicioso projeto que construiu a maior parte das estruturas que ainda existem na Acrópole de Atenas (incluindo o Partenon). Este projeto foi responsável por embelezar a cidade, exibir a sua glória e dar emprego à população. Péricles também estimulou a democracia ateniense, a tal ponto que seus críticos o chamaram de populista.

## Juventude
Péricles nasceu em 495 a.C., no demo de Colargo, a norte de Atenas.[α] Era filho do político Xantipo, que, embora tivesse sido condenado ao ostracismo em 484-484 a.C., retornou a Atenas para comandar o contingente ateniense durante a vitória grega na Batalha de Mícale cinco anos antes. A mãe de Péricles, Agarista, pertencia à nobre e poderosa família dos Alcmeônidas, e suas ligações familiares desempenharam um papel crucial no início da carreira de Xantipo. Agarista era bisneta do tirano de Sícion, Clístenes, e sobrinha do supremo reformista ateniense, também chamado Clístenes, e também Alcmeônida.[β] De acordo com Heródoto e Plutarco, Agarista teria sonhado, algumas noites antes do nascimento de Péricles, que ela dava à luz um leão. Uma interpretação da anedota trata o leão como um símbolo tradicional de grandeza, porém a história também pode estar aludindo ao tamanho incomum da cabeça de Péricles, que se tornou um alvo popular dos comediantes da época. Embora Plutarco tenha afirmado que esta deformidade era o motivo pelo qual Péricles sempre era retratado vestindo um elmo, este elmo na realidade tinha o papel de simbolizar seu cargo oficial como estratego (general).
Péricles pertencia à tribo local de Acamante (Ἀκαμαντὶς φυλὴ). Sua infância foi tranquila; introvertido, o jovem Péricles evitava aparições públicas, preferindo dedicar seu tempo aos estudos.
A nobreza e a riqueza de sua família permitiram-lhe dar sequência a esta sua inclinação para a educação. Aprendeu música com os mestres de seu tempo (Dámon ou Pitóclides podem ter sido seus professores) e é considerado o primeiro político a atribuir grande importância à filosofia. Apreciava a companhia dos filósofos Protágoras, Zenão de Eleia e Anaxágoras. Este último, em especial, tornou-se um grande amigo seu, e o influenciou enormemente. Sua maneira de pensar e seu carisma retórico podem ter sido em parte frutos da ênfase dada por Anaxágoras à calma emocional diante dos problemas, e de seu ceticismo a respeito dos fenômenos divinos, Sua célebre calma e autocontrole também são vistos como advindos desta influência do filósofo.

## Carreira política (até 431 a.C.)

### Início na política
Na primavera de 472 a.C. Péricles foi corego durante a apresentação da peça Os Persas, de Ésquilo, no festival da Grande Dionísia, onde apresentou a peça na forma de liturgia - o que indica que já era um dos cidadãos mais ricos de Atenas. O classicista inglês Simon Hornblower, professor da University College, de Londres, argumentou a escolha de Péricles para este peça, que apresenta uma visão nostálgica da célebre vitória de Temístocles na Batalha de Salamina, mostra que o jovem político apoiava Temístocles contra seu oponente político, Címon, cuja facção conseguiria lograr uma condenação de Temístocles ao ostracismo pouco tempos depois.
Para Plutarco Péricles teria sido o primeiro entre os atenienses por quarenta anos. Se isto for verdade, ele provavelmente obteve um cargo de liderança já no início da década de 460 a.C.. Ao longo destes anos fez um esforço para proteger sua privacidade, e tentou se apresentar como um modelo para seus concidadãos. Evitava, por exemplo, participar de banquetes, tentando ser frugal.
Em 463 a.C. Péricles foi o principal promotor encarregado de processar Címon, líder da facção conservadora, acusado de negligenciar os interesses vitais de Atenas na Macedônia. Embora Címon tenha sido inocentado, o embate mostrou que o principal rival político de Péricles estava vulnerável.
Árvore genealógica
|  |  |          |          |            |            |            |            |            |            |  |  |  |  |  |  |          |          |          |          |                   |                   |                   |                   |                   |                   |         |         |         |         |  |  |  |  |  |  |        |        | Ariphron | Ariphron | Ariphron | Ariphron | Ariphron | Ariphron |          |          |          |          |          |          | Hipócrates | Hipócrates | Hipócrates | Hipócrates | Hipócrates | Hipócrates |          |          |  |  |  |  |  |  |  |  |  |  |  |  |  |  |  |  |
|  |  |          |          |            |            |            |            |            |            |  |  |  |  |  |  |          |          |          |          |                   |                   |                   |                   |                   |                   |         |         |         |         |  |  |  |  |  |  |        |        | Ariphron | Ariphron | Ariphron | Ariphron | Ariphron | Ariphron |          |          |          |          |          |          | Hipócrates | Hipócrates | Hipócrates | Hipócrates | Hipócrates | Hipócrates |          |          |  |  |  |  |  |  |  |  |  |  |  |  |  |  |  |  |
|  |  |          |          |            |            |            |            |            |            |  |  |  |  |  |  |          |          |          |          |                   |                   |                   |                   |                   |                   |         |         |         |         |  |  |  |  |  |  |        |        | Xantipo  | Xantipo  | Xantipo  | Xantipo  | Xantipo  | Xantipo  |          |          |          |          |          |          | Agariste   | Agariste   | Agariste   | Agariste   | Agariste   | Agariste   |          |          |  |  |  |  |  |  |  |  |  |  |  |  |  |  |  |  |
|  |  |          |          |            |            |            |            |            |            |  |  |  |  |  |  |          |          |          |          |                   |                   |                   |                   |                   |                   |         |         |         |         |  |  |  |  |  |  |        |        | Xantipo  | Xantipo  | Xantipo  | Xantipo  | Xantipo  | Xantipo  |          |          |          |          |          |          | Agariste   | Agariste   | Agariste   | Agariste   | Agariste   | Agariste   |          |          |  |  |  |  |  |  |  |  |  |  |  |  |  |  |  |  |
|  |  |          |          |            |            |            |            |            |            |  |  |  |  |  |  |          |          |          |          |                   |                   |                   |                   |                   |                   |         |         |         |         |  |  |  |  |  |  |        |        |          |          |          |          |          |          |          |          |          |          |          |          |            |            |            |            |            |            |          |          |  |  |  |  |  |  |  |  |  |  |  |  |  |  |  |  |
|  |  |          |          |            |            |            |            |            |            |  |  |  |  |  |  |          |          |          |          |                   |                   |                   |                   |                   |                   |         |         |         |         |  |  |  |  |  |  |        |        |          |          |          |          |          |          |          |          |          |          |          |          |            |            |            |            |            |            |          |          |  |  |  |  |  |  |  |  |  |  |  |  |  |  |  |  |
|  |  |          |          |            |            |            |            |            |            |  |  |  |  |  |  |          |          |          |          |                   |                   |                   |                   |                   |                   |         |         |         |         |  |  |  |  |  |  |        |        |          |          |          |          |          |          |          |          |          |          |          |          |            |            |            |            |            |            |          |          |  |  |  |  |  |  |  |  |  |  |  |  |  |  |  |  |
|  |  | Hipônico | Hipônico | Hipônico   | Hipônico   | Hipônico   | Hipônico   |            |            |  |  |  |  |  |  |          |          |          |          | nome desconhecido | nome desconhecido | nome desconhecido | nome desconhecido | nome desconhecido | nome desconhecido |         |         |         |         |  |  |  |  |  |  |        |        | Péricles | Péricles | Péricles | Péricles | Péricles | Péricles |          |          |          |          |          |          |            |            | Ariphron   | Ariphron   | Ariphron   | Ariphron   | Ariphron | Ariphron |  |  |  |  |  |  |  |  |  |  |  |  |  |  |  |  |
|  |  | Hipônico | Hipônico | Hipônico   | Hipônico   | Hipônico   | Hipônico   |            |            |  |  |  |  |  |  |          |          |          |          | nome desconhecido | nome desconhecido | nome desconhecido | nome desconhecido | nome desconhecido | nome desconhecido |         |         |         |         |  |  |  |  |  |  |        |        | Péricles | Péricles | Péricles | Péricles | Péricles | Péricles |          |          |          |          |          |          |            |            | Ariphron   | Ariphron   | Ariphron   | Ariphron   | Ariphron | Ariphron |  |  |  |  |  |  |  |  |  |  |  |  |  |  |  |  |
|  |  |          |          |            |            |            |            |            |            |  |  |  |  |  |  |          |          |          |          |                   |                   |                   |                   |                   |                   |         |         |         |         |  |  |  |  |  |  |        |        |          |          |          |          |          |          |          |          |          |          |          |          |            |            |            |            |            |            |          |          |  |  |  |  |  |  |  |  |  |  |  |  |  |  |  |  |
|  |  |          |          |            |            |            |            |            |            |  |  |  |  |  |  |          |          |          |          |                   |                   |                   |                   |                   |                   |         |         |         |         |  |  |  |  |  |  |        |        |          |          |          |          |          |          |          |          |          |          |          |          |            |            |            |            |            |            |          |          |  |  |  |  |  |  |  |  |  |  |  |  |  |  |  |  |
|  |  |          |          |            |            |            |            |            |            |  |  |  |  |  |  |          |          |          |          |                   |                   |                   |                   |                   |                   |         |         |         |         |  |  |  |  |  |  |        |        |          |          |          |          |          |          |          |          |          |          |          |          |            |            |            |            |            |            |          |          |  |  |  |  |  |  |  |  |  |  |  |  |  |  |  |  |
|  |  |          |          | Cálias III | Cálias III | Cálias III | Cálias III | Cálias III | Cálias III |  |  |  |  |  |  | Hiparete | Hiparete | Hiparete | Hiparete | Hiparete          | Hiparete          |                   |                   | Xantipo           | Xantipo           | Xantipo | Xantipo | Xantipo | Xantipo |  |  |  |  |  |  | Páralo | Páralo | Páralo   | Páralo   | Páralo   | Páralo   |          |          | Péricles | Péricles | Péricles | Péricles | Péricles | Péricles |            |            |            |            |            |            |          |          |  |  |  |  |  |  |  |  |  |  |  |  |  |  |  |  |

### Ostracismo de Címon
Por volta de 461 a.C. a liderança do partido democrático decidiu que era hora de ter como novo alvo o Areópago, um tradicional conselho controlado pela aristocracia ateniense, que havia sido anteriormente o órgão estatal mais importante da pólis. O líder do partido e mentor de Péricles, Efialtes, propôs uma ampla redução dos poderes do Areópago. A Eclésia (a Assembleia Ateniense) adotou a proposta de Efialtes sem grande oposição. Esta reforma foi um sinal do início de uma nova era, de "democracia radical". O partido democrático gradualmente se tornou o partido dominante na política ateniense, e Péricles parecia disposto a seguir uma política populista, de modo a cativar o público. De acordo com Aristóteles, a posição de Péricles pode ser explicada pelo fato de que seu principal oponente político, Címon, era rico e generoso, e conseguia obter o apoio popular ao esbanjar com prodigalidade sua grande fortuna pessoal. O historiador Loren J. Samons II argumenta, no entanto, que Péricles também tinha recursos financeiros suficientes para causar um impacto político, se ele optasse por este caminho.
Em 461 a.C., Péricles conseguiu eliminar politicamente este seu formidável oponente através da arma do ostracismo. A acusação, feita de maneira ostensiva, seria de que Címon teria traído sua cidade, ao atuar como um amigo de Esparta.
Mesmo após o ostracismo de Címon, Péricles continuou a praticar e promover uma política social populista. Primeiro propôs um decreto que permitia aos pobres assistir gratuitamente às peças teatrais, com o Estado pagando o preço de seus ingressos. Com outros decretos abaixou a exigência de propriedade necessária para a eleição ao cargo de arconte, em 458-457 a.C., e concedeu salários generosos para todos os cidadãos que serviam como jurados na Helieia (o supremo tribunal de Atenas) pouco tempo depois de 454 a.C. Sua medida mais controversa, no entanto, foi uma lei promulgada em 451 a.C. que limitava a cidadania ateniense a aqueles que tivessem ambos os pais originários da cidade.
Estas medidas impeliram os críticos de Péricles a vê-lo como responsável pela gradual degeneração da democracia ateniense. O historiador grego Constantinos Paparregopoulus afirma que Péricles procurou a expansão e estabilização de todas as instituições democráticas. A partir daí, ele procurou pôr em prática uma legislação que concedia às classes mais baixas acesso ao sistema político e aos cargos públicos, dos quais eram barrados anteriormente devido aos seus recursos limitados ou origens humildes. Uma teoria sugere que Péricles acreditava ser necessário elevar o demos, que ele via como uma fonte não-aproveitada do poder em Atenas, e como o elemento crucial da hegemonia militar ateniense (a frota naval, espinha dorsal do poder de Atenas desde os dias de Temístocles, era constituída quase que inteiramente pelos membros das classes mais baixas.)
Címon, por outro lado, aparentemente acreditava que não existia mais espaço livre para a evolução democrática. Tinha certeza que a democracia havia atingido seu ápice, e que as reformas de Péricles estariam levando à cidade ao impasse do populismo. Para Paparrigopoulos, a história teria vingado Címon, já que Atenas, após a morte de Péricles, afundou no abismo da demagogia e do caos político. Segundo o historiador, uma regressão sem precedentes teria se abatido sobre a cidade, cuja glória acabou por perecer, como resultado das políticas populistas de Péricles. Para outro historiador, Justin Daniel King, a democracia radical beneficiou as pessoas individualmente, porém foi prejudicial ao Estado. O historiador americano Donald Kagan, por outro lado, acredita que as medidas democráticas implementadas por Péricles formaram a base de uma força política incontestável. Eventualmente Címon acabou por aceitar esta nova democracia, e não se opôs à lei de cidadania, quando retornou de seu exílio, em 451 a.C.

### Liderando Atenas
O assassinato de Efialtes, em 461 a.C., abriu caminho para a consolidação da autoridade Péricles.[δ] Sem ter grande oposição após a expulsão de Címon, o inquestionável líder do partido democrático se tornou o inquestionável soberano de Atenas. Péricles permaneceu no poder quase que ininterruptamente até a sua morte, em 429 a.C.

#### Primeira Guerra do Peloponeso

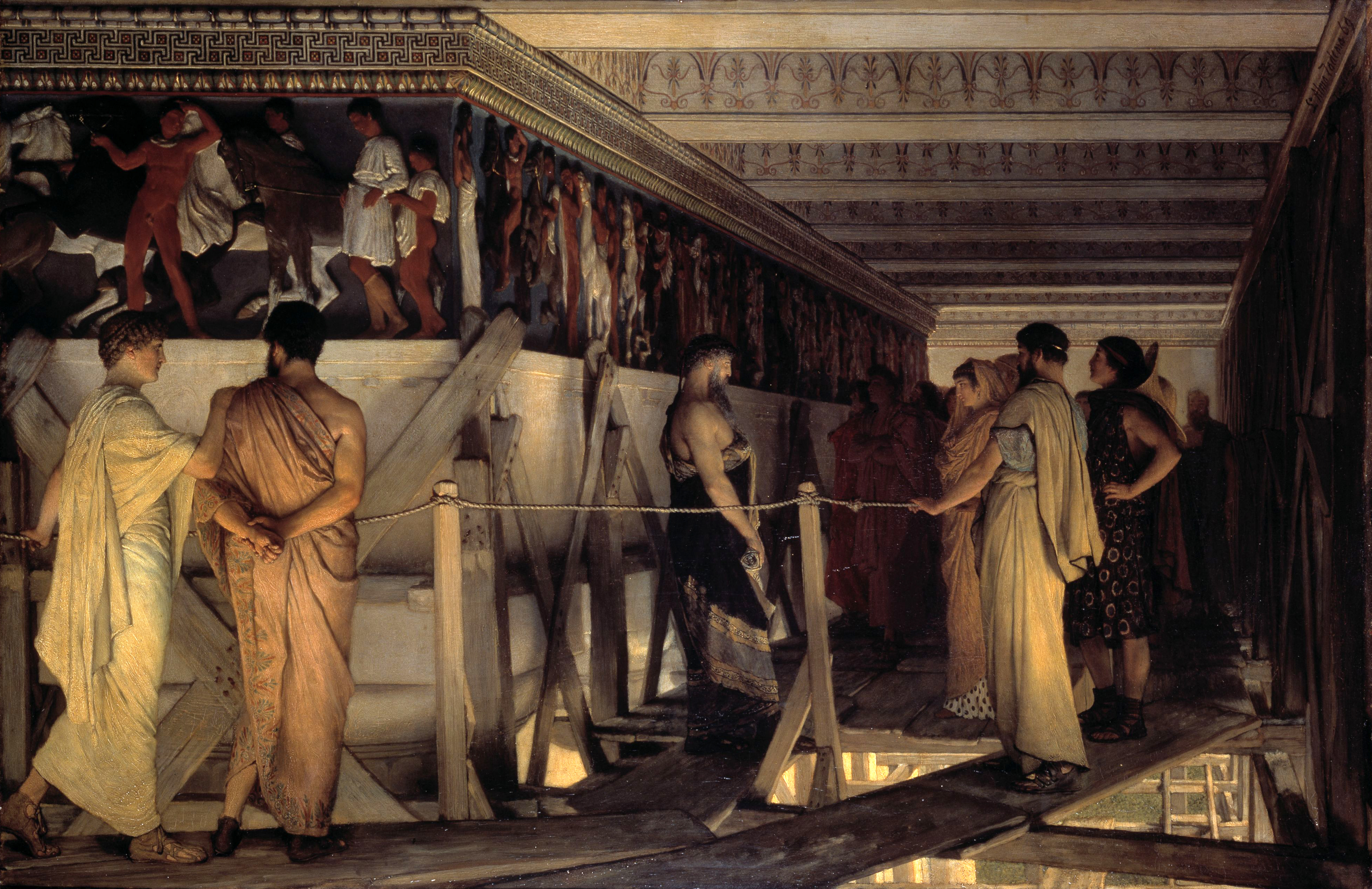
"Fídias mostrando o friso do Partenon a Péricles, Aspásia, Alcebíades e amigos", Sir Lawrence Alma-Tadema, 1868, Birmingham Museum & Art Gallery.

Péricles fez sua primeira expedição militar durante a Primeira Guerra do Peloponeso, causada em parte pela aliança de Atenas com Mégara e Argos, e a subsequente reação de Esparta a esta aliança. Em 454 a.C. atacou Sícion e a Acarnânia. Tentou então, sem sucesso, conquistar Eníadas, no golfo de Corinto, antes de retornar a Atenas. Em 451 a.C., Címon teria retornado de seu exílio, e negociado uma trégua de cinco anos com Esparta a partir de uma proposta de Péricles, um evento que indica uma mudança na estratégia política de Péricles - que pode ter percebido então a importância da contribuição de Címon durante os conflitos contra os peloponésios e os persas. Outro ponto de vista, no entanto, argumenta que esta mudança de opinião de Péricles teria sido inventada pelos autores antigos, para reforçar uma visão tendenciosa que o tinha como inconstante.
Plutarco alega que Címon teria conseguido um acordo de divisão de poder com seus oponentes, segundo o qual Péricles continuaria a administrar os assuntos internos e Címon seria o líder do exército ateniense, em campanhas no exterior. Se isto realmente aconteceu, este fato representaria uma concessão, da parte do próprio Péricles, de que ele não era um grande estrategista. Címon poderia então ter se adaptado a estas novas condições, e assim promovido um casamento político entre os liberais de Péricles e os conservadores que o apoiavam.
Em meados da década de 450 a.C. os atenienses empreenderam uma tentativa malsucedida de auxiliar uma revolta egípcia contra a Pérsia, que levou a um sítio prologado de uma fortaleza persa no Delta do Nilo. A campanha culminou com um desastre em grande escala; a força que sitiava a fortaleza foi derrotada e destruída. Em 451–450 a.C. os atenienses enviaram tropas para Chipre; lá Címon derrotou os persas na Batalha de Salamina, porém acabou por sucumbir a uma doença e morreu em 449 a.C. Péricles teria iniciado ambas as expedições ao Egito e a Chipre, embora alguns estudiosos, como Karl Julius Beloch, argumentem que o envio de uma frota tão grande combina com o espírito da política externa de Címon.
Para complicar o relato deste complexo período existe a questão da Paz de Cálias, que supostamente teria posto um fim às hostilidades entre gregos e persas. A própria existência do tratado é ferozmente questionada, e seus pormenores, bem como sua negociação, são igualmente ambíguos. Alguns autores acreditam, por exemplo, que uma paz entre Atenas e Pérsia teria sido ratificada inicialmente em 463 a.C. (o que teria feito das intervenções atenienses no Egito e em Chipre uma violação do acordo de paz), e renegociada com a conclusão da campanha de Chipre, tomando força novamente entre 449 e 448 a.C. Outros pontos de vista, no entanto, sugerem que o primeiro acordo de paz teria sido concluído em 450-449 a.C., como resultado do cálculo estratégico de Péricles que o conflito com a Pérsia estava minando a capacidade ateniense de expandir sua influência sobre a Grécia e a região do Egeu. Péricles teria utilizado Cálias, um cunhado de Címon, como um símbolo de unidade, e o empregado em diversas ocasiões, para negociar acordos importantes.
Na primavera de 449 a.C., Péricles propôs o Decreto do Congresso, que levou a um encontro ("Congresso") de todos os Estados gregos, para considerar a questão da reconstrução dos templos destruídos pelos persas. O Congresso não teve sucesso devido à posição tomada por Esparta, porém as reais intenções de Péricles continuam não sendo muito claras. Alguns historiadores acreditam que ele desejava implementar algum tipo de confederação, com a participação de todas as cidades gregas; já outros creem que ele queria aproveitar a ocasião para enfatizar a preeminência de Atenas. De acordo com o historiador Terry Buckley, o objetivo do Decreto do Congresso teria sido obter um novo mandato para a Liga Délia, e para a coleta de phoros (impostos).
Durante a Segunda Guerra Sacra Péricles liderou o exército ateniense contra Delfos, e devolveu à Fócida seu direito soberano sobre o oráculo. Em 447 a.C. Péricles se envolveu numa célebre incursão militar, a expulsão dos bárbaros da península trácia de Galípoli, para estabelecer colonos atenienses na região. Na época, no entanto, Atenas estava passando por uma situação conturbada, devido a diversas revoltas entre seus aliados (ou, mais precisamente, seus súditos). Em 447 a.C. os oligarcas de Tebas conspiraram contra a facção democrática; os atenienses exigiram sua rendição imediata, porém, após a Batalha de Coroneia, Péricles foi obrigado a reconhecer a perda da Beócia para recuperar os prisioneiros feitos pelos seus inimigos durante o combate. Com a Beócia dominada por mãos hostis, a Fócida e a Lócrida tiveram sua manutenção impossível, e rapidamente passaram para o domínio de oligarcas hostis. Em 446 a.C., uma revolta mais perigosa irrompeu; a Eubeia e Mégara se revoltaram contra Atenas. Péricles se deslocou para a Eubeia com suas tropas, porém foi obrigado a retornar quando o exército espartano invadiu a Ática. Através de subornos e negociações, Péricles conseguiu minar a ameaça iminente, e os espartanos voltaram para sua terra natal. Quando Péricles foi interrogado posteriormente a respeito de sua administração do dinheiro público, um gasto de 10 talentos não foi devidamente justificado, já que os documentos oficiais apenas mencionavam que o gasto teria sido destinado a "um propósito muito sério". Ainda assim, o "propósito sério" (leia-se o suborno) teria ficado tão evidente para os auditores que acabaram por aprovar o gasto sem qualquer interferência oficial ou mesmo sem investigar o 'mistério'. Com o fim da ameaça espartana, Péricles retornou à Eubeia para esmagar a revolta ali; e impôs uma pesada punição aos proprietários de terra da Cálquida, que perderam suas propriedades. Enquanto isso, os residentes de Istiaia, que haviam assassinado a tripulação de um trirreme ateniense, foram expulsos de suas terras e substituídos por 2000 colonos de Atenas. A crise terminou oficialmente com a Paz de Trinta Anos, assinada no inverno de 446–445 a.C., em que Atenas abriu mão da maior parte de suas posses e interesses na Grécia continental (as terras obtidas desde 460 a.C.), e tanto Atenas quanto Esparta concordaram em não tentar conquistar os aliados da outra cidade.

#### Batalha final com os conservadores
Em 444 a.C., as facções conservadora e democrática se confrontaram numa batalha feroz. O ambicioso líder novo dos conservadores, Tucídides (que não deve ser confundido com o historiador homônimo) acusou Péricles de dilapidação do patrimônio, criticando a maneira com que ele gastou o dinheiro destinado ao plano de reconstrução que estava em vigor. Tucídides conseguiu, inicialmente, incitar as paixões da eclésia a seu favor, porém quando Péricles, líder dos democratas, tomou a palavra, conseguiu ganhar a dianteira no debate, respondendo com resolução, e se oferecendo a pagar todos gastos da cidade de seu próprio bolso, com a condição de colocar seu próprio nome nas inscrições de dedicação. Sua postura foi recebida com aplausos, e Tucídides recebeu uma derrota inesperada. Em 442 a.C. os cidadãos atenienses condenaram Tucídides ao ostracismo por 10 anos, e Péricles tornou-se novamente o suserano inconteste da arena política atenisense.

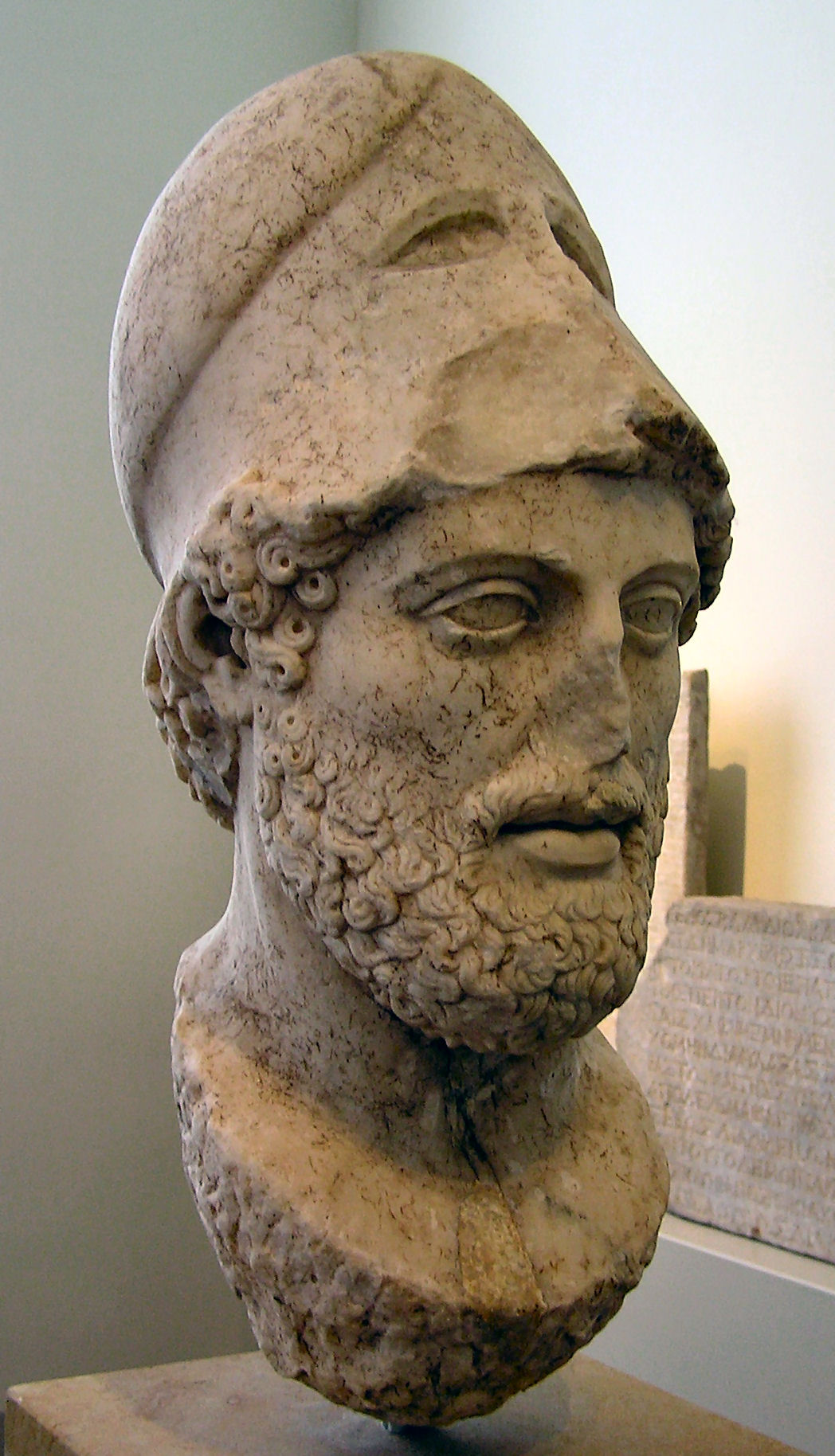
Busto de Péricles segundo Crésilas, Altes Museum, Berlim.

#### Domínio de Atenas sobre a sua aliança
Péricles queria estabilizar o domínio de Atenas sobre sua aliança, e assegurar sua preeminência na Grécia. O processo através do qual a Liga Délia se transformou num império ateniense é considerado geralmente como tendo começado bem antes do período de Péricles, já que diversos aliados na liga optaram por pagar tributo a Atenas em vez de fornecer mão-de-obra para os navios da frota militar da liga, porém a transformação foi acelerada e concluída através de medidas implementadas por ele. Os passos finais desta mudança rumo a um império podem ter sido desencadeados pela derrota de Atenas no Egito, que representou um desafio à dominância da cidade sobre o Mar Egeu, e levou à revolta de diversos aliados, como Mileto e Éritras. Seja por um medo genuíno de sua segurança, após a derrota no Egito, ou pela revolta de seus aliados, ou por um pretexto para ganhar o controle das finanças da liga, Atenas transferiu o tesouro da aliança de Delos para Atenas em 454-453 a.C. Em 450–449 a.C. as revoltas em Mileto e Éritras foram debeladas, e Atenas recuperou seu domínio sobre os aliados. Por volta de 447 a.C. Clearco propôs o Decreto da Cunhagem, que impunha os pesos, medidas e a cunhagem de prata a todos os aliados. Uma das medidas mais restritivas do decreto estabelecia que todo o excedente de uma operação de cunhagem deveria ser destinado a um fundo especial, e que todos que propusessem utilizá-lo de maneira diferente estaria sujeito à pena capital.
Foi do tesouro da aliança que Péricles extraiu os fundos necessários para financiar seu ambicioso plano de construção, centrado na "Acrópole de Péricles", que incluía os Propileu, o Partenon e a estátua dourada de Atena, esculpida pelo amigo pessoal de Péricles, Fídias. Em 449 a.C. Péricles propôs um decreto que permitia o uso de 9 000 talentos para financiar o principal programa de reconstrução dos templos atenienses. Angelos Vlachos, um acadêmico grego, ressalta que a utilização do tesouro da aliança, um dos casos mais graves de apropriação indébita e desvio de dinheiro da história da humanidade, financiou algumas das mais maravilhosas criações artísticas do mundo antigo.

#### Guerra Sâmia
A Guerra Sâmia foi o último evento militar importante ocorrido antes da Guerra do Peloponeso. Após o ostracismo de Tucídides, Péricles foi reeleito anualmente para o generalato, único cargo a ser ocupado oficialmente por ele, embora sua influência fosse tão grande a ponto de torná-lo o soberano de facto do Estado ateniense. Em 440 a.C. a ilha de Samos se encontrava em guerra com Mileto pelo controle de Priene, antiga cidade da Jônia, no sopé do Mícale. Derrotados na guerra, os milésios solicitariam auxílio a Atenas contra os sâmios. Quanto os atenienses solicitaram a ambos os lados que interrompessem os combates e submetessem o caso oficialmente para a arbitragem, os sâmios se recusaram. Como resposta, Péricles promulgou um decreto despachando uma expedição a Samos, "alegando contra o povo daquela cidade que, embora tenham recebido uma ordem de interromper sua guerra contra os milésios, não a teriam acatado.[ε] Numa batalha naval os atenienses, liderados por Péricles e nove outros generais, derrotaram as forças de Samos e impuseram à ilha uma administração aliada. Quando os sâmios se revoltaram contra o jugo ateniense, Péricles forçou a capitulação dos rebeldes após um cansativo cerco à cidade que durou oito meses, e que resultou num descontentamento generalizado contra os marinheiros atenienses. Péricles debelou em seguinda uma revolta em Bizâncio e, ao retornar a Atenas, foi responsável pela oração fúnebre que honrou os soldados mortos na expedição.
Entre 438 e 436 a.C., Péricles liderou a frota naval ateniense no Ponto, e estabeleceu relações amistosas com as cidades gregas da região. Péricles se concentrou também em projetos internos, como a fortificação de Atenas (a construção da chamada "muralha média", por volta de 440 a.C.), e com a criação de novas clerúquias, como Andros, Naxos e Túrios (444 a.C.), bem como Anfípolis (437–436 a.C.).

#### Ataques pessoais

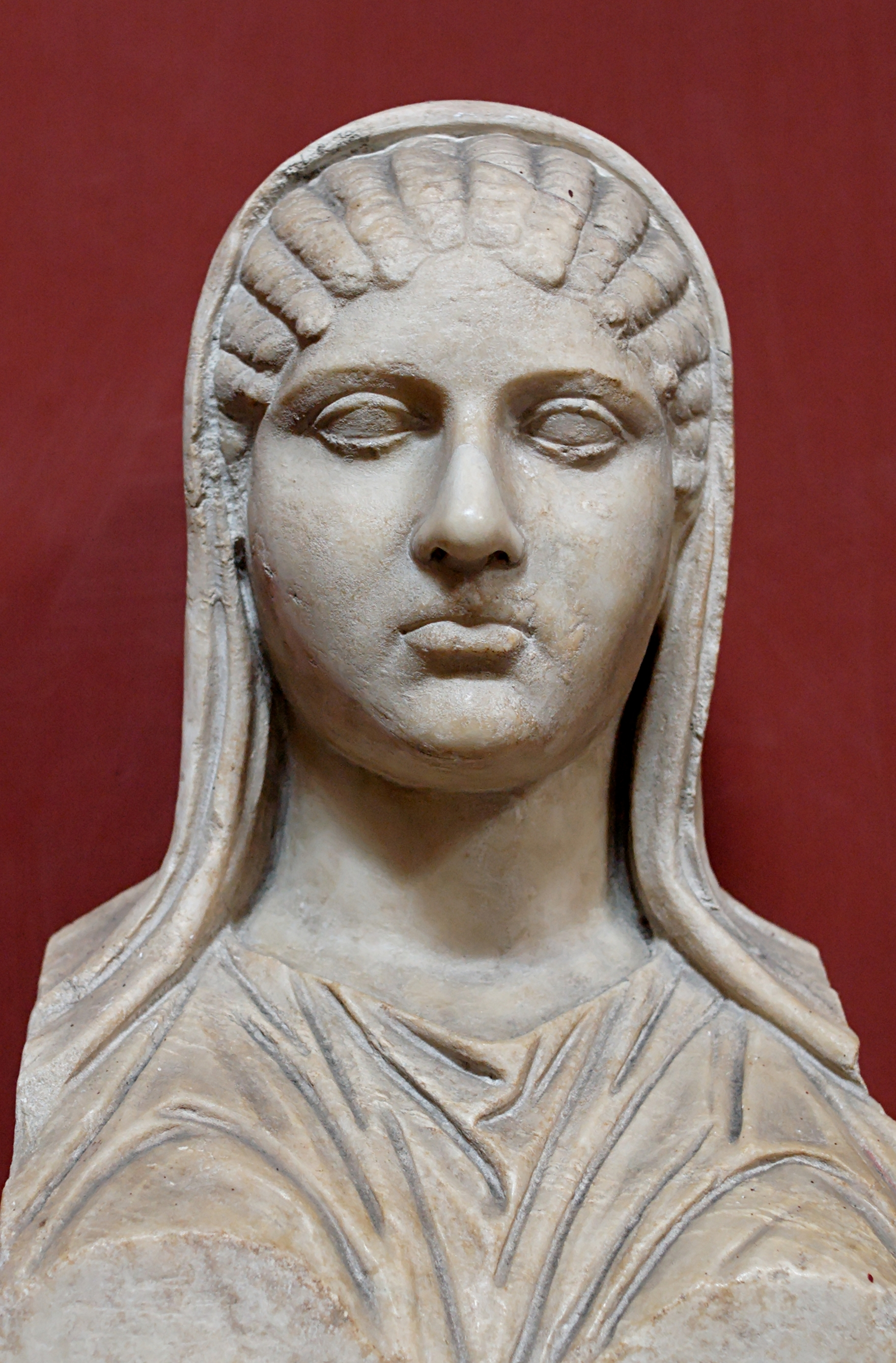
Aspásia de Mileto (c. 469 a.C. – c. 406 a.C., amante de Péricles.

Péricles e seus amigos nunca estiveram imunes aos ataques pessoais, já que a preeminência, na Atenas democrática, não equivalia ao poder absoluto. Pouco antes do início da Guerra do Peloponeso, Péricles e dois de seus parceiros mais próximos, sua amante Aspásia e o escultor Fídias, se viram diante de uma série de ataques pessoais e judiciais.
Fídias, que havia estado até então em cargo de todos os projetos de construção, foi primeiro acusado de se apropriar indevidamente de ouro destinado à estátua de Atena que ele estava esculpindo, e de impiedade, por ter retratado a si mesmo (como um idoso calvo) no escudo da deusa empunhado por um soldado em sua escultura sobre a Amazonomaquia; Fídias também teria colocado na obra um indivíduo muito semelhante a Péricles combatendo uma amazona. Os inimigos de Péricles teriam se utilizado de uma testemunha falsa contra Fídias, chamada Mênon.
Aspásia, célebre por sua capacidade como conselheira e conversadora, foi acusada de corromper as mulheres de Atenas para satisfazer as perversões de Péricles. As acusações contra ela provavelmente nada mais eram que calúnias sem provas, porém a experiência toda se revelou muito amarga para Péricles. Embora Aspásia tenha sido inocentada, devido a uma rara demonstração arrebadata de emoção por parte dele, seu amigo, Fídias, acabou por morrer na prisão e outro amigo seu, Anaxágoras, foi atacado pela eclésia por suas crenças religiosas.
Além destes processos legais, a eclésia também tentou atingir o próprio Péricles exigindo que ele justificasse sua profligação ostensiva e má administração do dinheiro público. De acordo com Plutarco, Péricles estaria com tanto medo do julgamento que teria impedido que os atenienses cedessem às exisgências dos lacedemônios, numa tentativa de prorrogá-lo. Existem outras fontes que apoiam a ideia de que Péricles teria iniciado deliberadamente o conflito para proteger sua posição política em Atenas. Assim, no início da Guerra do Peloponeso, Atenas se viu na incômoda posição de confiar o seu futuro a um líder cuja preeminência havia sido seriamente abalada pela primeira vez em mais de uma década.

## Guerra do Peloponeso
As causas da Guerra do Peloponeso foram muito debatidas ao longo da história, porém muitos historiadores antigos colocaram a culpa em Péricles e Atenas. Plutarco parece ter acreditado que o célebre general e os atenienses teriam incitado a guerra, não poupando esforços para implementar suas táticas beligerantes "com uma espécie de arrogância e um amor pela disputa".[στ] Tucídides sugere o mesmo, acreditando que o motivo da guerra teria sido o medo que Esparta tinha do poder e do crescimento de Atenas. Este último é visto, no entanto, como um admirador de Péricles, e foi criticado por sua visão supostamente tendenciosa dos espartanos.[ζ]

### Prelúdio à guerra

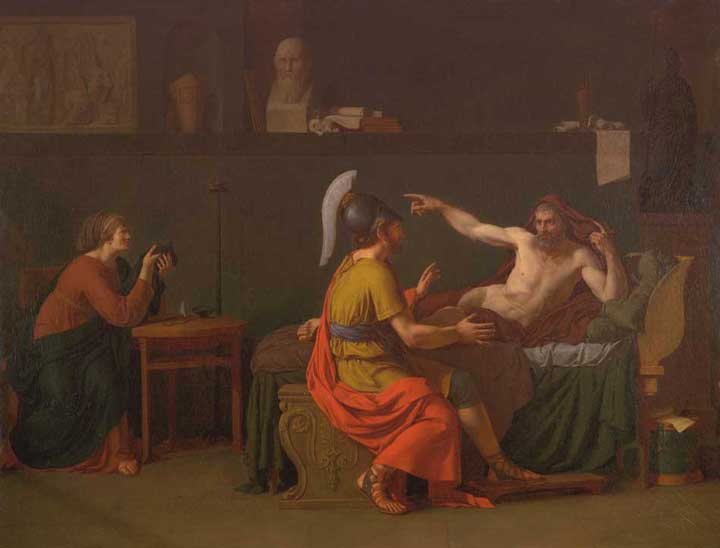
Anaxágoras e Péricles, por Augustin-Louis Belle (1757–1841).

Péricles estava convencido de que a guerra contra Esparta, que não escondia sua inveja da preeminência ateniense no cenário grego, era inevitável - para não dizer bem-vinda. Assim, ele não hesitou em enviar tropas para Córcira visando reforçar a frota naval local, que se combatia as forças de Corinto. Em 433 a.C. as frotas inimigas se enfrentaram na Batalha de Síbotas, e, um ano mais tarde, os atenienses enfrentaram os colonos coríntios na Batalha de Potideia. Ambos os eventos contribuíram muito para o ódio duradouro dos habitantes de Corinto por Atenas. Durante o mesmo período, Péricles propôs o Decreto Mégaro, que se assemelhava a um embargo comercial moderno, em resposta ao sequestro de três mulheres aspasianas. De acordo com as provisões do decreto, os comerciantes de Mégara ficariam banidos do mercado de Atenas e dos portos de seu 'império'. Este banimento sufocou a economia mégara e desgastou a paz já frágil entre Atenas e Esparta, aliada de Mégara. Para George Cawkwell, preletor (praelector) de História Antiga na University College, na Universidade de Oxford, com este decreto Péricles foi responsável por romper a Paz dos Trinta Anos "porém, talvez, não sem [ao menos] aparentar ter uma desculpa [para fazê-lo]". A justificativa dos atenienses era de que os mégaros haviam utilizado para a agricultura as terras sacras, consagradas a Deméter, e haviam acolhido escravos fugidos, um comportamento considerado ímpio pelos atenienses.
Após consultar seus aliados, Esparta enviou uma delegação a Atenas exigindo algumas concessões, como a expulsão imediata da família Alcmeônida, incluindo Péricles, e a revogação do Decreto Mégaro, ameaçando declarar guerra caso suas exigências não fossem aceitas. O propósito óbvio destas propostas era instigar um confronto entre Péricles e o povo ateniense, o que só viria a ocorrer, no entanto, alguns anos mais tarde. Na ocasião, no entanto, os atenienses acataram, sem hesitação, a posição de Péricles. Na primeira das lendárias orações lendária que Tucídides colocou em sua boca, Péricles aconselha os atenienses a não cederem às exigências de seus adversários, já que eram mais fortes, militarmente. Péricles não estava preparado para fazer concessões unilaterais, acreditando que "se Atenas ceder naquele ponto, Esparta seguramente apresentará novas exigências". Como consequência, Péricles pediu aos espartanos que lhes oferecessem um quid pro quo; em troca pela revogação do decreto, os atenienses exigiam que Esparta abandonassem a prática da expulsão periódica dos estrangeiros de seu território (xenelasia), e que reconhecessem a autonomia de suas cidades aliadas, um pedido que simbolizava que a hegemonia de Esparta também era tirânica. Os termos foram rejeitados pelos espartanos, e, como nenhum dos lados cedia, ambos se prepararam para a guerra. Para Athanasios G. Platias, professor de estudos estratégicos na Universidade do Pireu e Constantinos Koliopoulos, professor de política internacional na Universidade Panteion, de Atenas, "no lugar de submeter-se a exigências coercitivas, Péricles optou pela guerra". Outra consideração que pode ter influenciado a posição de Péricles foi a sua preocupação de que poderiam eclodir revoltas por todo o império se Atenas se mostrasse fraca.

### Primeiro ano da guerra (431 a.C.)

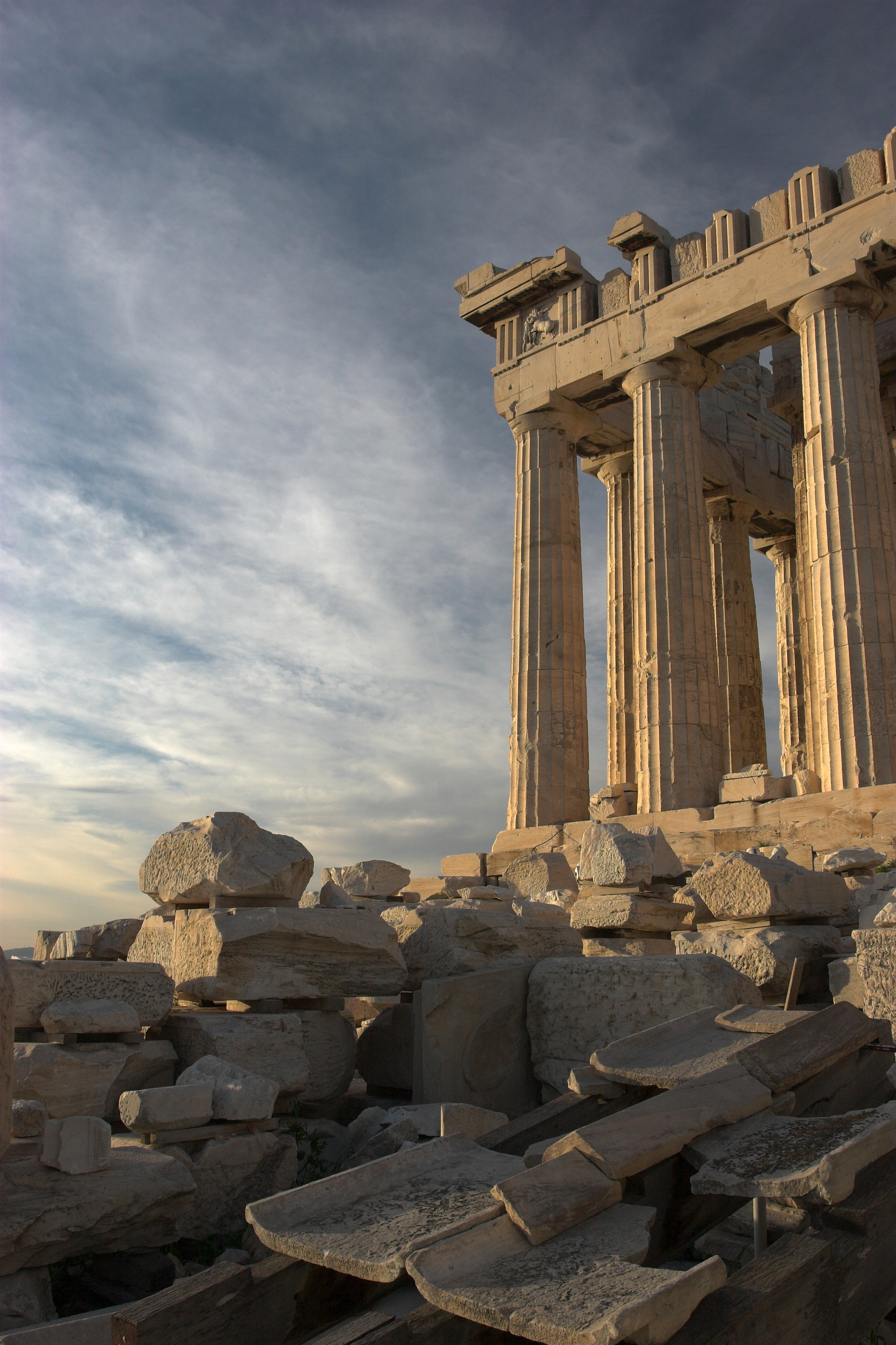
Partenon, obra-prima de autoria de Péricles, vista a partir do lado sul.

Em 431 a.C., à medida que a paz já era precária, Arquídamo II, rei de Esparta, enviou uma nova delegação para Atenas, exigindo que os atenienses cedessem às exigências espartanas. A delegação, no entanto, não recebeu permissão para entrar em Atenas, já que Péricles havia passado um decreto segundo o qual nenhum enviado de Esparta seria bem-vindo caso os espartanos tivessem iniciado anteriormente quaisquer ações militares. O exército espartano se encontrava, naquele momento, estacionado em Corinto, e, utilizando este pretexto como uma 'ação hostil', os atenienses recusaram-se a receber os emissários. Com o fracasso desta última tentativa de negociação, Arquídamo invadiu a Ática, que encontrou praticamente deserta; Péricles, consciente de que a estratégia de Esparta seria invadir e destruir o território em torno de Atenas, havia convocado a evacuação da população local para dentro dos muros de Atenas.
Não existe qualquer registro definitivo sobre como exatamente Péricles teria conseguido convencer os residentes da Ática a se mudar para as áreas urbanas superlotadas. Na maior parte dos casos, a mudança envolveria abandonar suas terras e seus santuários ancestrais, e uma alteração radical do estilo de vida da população rural. Por este motivo uma boa parte desta população, embora tenha consentido em se mudar, encontrava-se descontente com a decisão de Péricles. Péricles deu a seus compatriotas um conselho a respeito de sua situação, e reassurou-lhes que, se o inimigo não saqueasse suas próprias fazendas, ele ofereceria a sua propriedade pessoal à cidade. A promessa foi fruto da preocupação de Péricles que Arquídamo, seu amigo pessoal, pudesse passar por sua propriedade sem danificá-la, tanto como um gesto de amizade ou como uma manobra política calculada para alienar Péricles de seus eleitores.
Em todo caso, ao ver a pilhagem de suas terras, os atenienses se enfureceram, e logo passaram a expressar, indiretamente, seu descontentamento com relação ao seu líder, que muitos consideravam ser o responsável por levá-los à guerra. Mesmo diante de uma crescente pressão, Péricles não cedeu diante da exigência de uma ação imediata contra o inimigo, nem voltou atrás em sua estratégia inicial. Também evitou convocar reuniões da eclésia, temendo que a população, enfurecida com a falta de resistência à destruição de suas terras, pudesse decidir de maneira impensada enfrentar o extravagante exército espartano no campo de batalha. À medida que as reuniões da assembleia passaram a ser convocadas pelos seus presidentes rotativos, os prytanies, Péricles perdeu o controle formal sobre as suas datas; no entanto o respeito que os indivíduos que ocupavam estes cargos tinham por ele aparentemente foi suficiente para persuadi-los a agir como ele desejava. Enquanto o exército espartano continuava na Ática, Péricles enviou uma frota de cem navios para saquear o litoral do Peloponeso, despachando a cavalaria para defender as fazendas próximas às muralhas da cidade. Quando o inimigo abandonou o território, pondo um fim à pilhagem, Péricles propôs um decreto segundo o qual as autoridades da cidade deveriam reservar mil talentos e cem navios, caso Atenas fosse atacada por forças navais. De acordo com uma das medidas mais duras do decreto, a simples proposta de uma utilização diferente do dinheiro ou dos navios poderia render a seu proponente a pena de morte. Durante o outono de 431 a.C. Péricles liderou as forças atenienses que invadiram Mégara, e, poucos meses mais tarde, no inverno de 431-430 a.C., fez a sua monumental e emocionada Oração Fúnebre, homenageando os atenienses que haviam dado sua vida pela cidade.

### Últimas operações militares e morte
Em 430 a.C. o exército espartano saqueou a Ática pela segunda vez, porém Péricles não se intimidou, e ainda assim recusou-se a recuar de sua estratégia inicial. Evitando confrontar diretamente o exército espartano em combate, liderou novamente uma expedição naval para saquear a costa peloponésica, desta vez levando consigo cem navios atenienses. De acordo com Plutarco, pouco antes da partida dos navios um eclipse do Sol teria assustado suas tripulações, porém Péricles teria se utilizado de seu conhecimento astronômico, adquirido com Anaxágoras, para acalmá-los. No verão daquele mesmo ano, uma epidemia devastou a população ateniense. A identidade exata da doença é incerta, e desde então tem sido alvo de muita discussão.[η] De qualquer maneira, a condição de penúria da cidade, provocada pela epidemia, desencadeou uma nova onda de revolta entre a população, e Péricles foi obrigado a se defender num discurso final emocionado, do qual uma versão é apresentada pro Tucídides. Este texto é considerado uma oração monumental, que revela as virtude de Péricles, e também sua amargura com a ingratidão de seus compatriotas. Inicialmente foi bem sucedido em dominar o ressentimento da população e passar pela tempestade, porém o golpe final de seus inimigos internos acabou por lograr sucesso, e Péricles foi removido do cargo de general, além de multado numa quantidade estimada entre 15 e 50 talentos. Fontes antigas mencionam que Cléon, um protagonista em ascensão da cena política ateniense durante a guerra, teria sido o promotor público durante o julgamento de Péricles.
Apesar de tudo, em pouco menos de um ano (429 a.C.), os atenienses não apenas perdoaram Péricles como também o reelegeram estratego.[θ] Foi recolocado no comando do exército de Atenas, e liderou todas as suas operações militares durante aquele ano, assumindo novamente o controle do poder na cidade. Ainda no mesmo ano, no entanto, Péricles sofreria um duro golpe com a morte de seus dois filhos legítimos (com sua primeira esposa), Páralo e Xantipo, vítimas da epidemia. Com sua moral em frangalhos, Péricles frequentemente irrompia em lágrimas, e nem mesmo a companhia de Aspásia o consolava. Acabou por morrer, também vitimado pela doença, no outono de 429 a.C.
Pouco antes de sua morte, alguns de seus amigos mais próximos teriam se reunido em torno de seu leito, enumerando suas virtudes e suas nove vitórias em combate; Péricles então, embora moribundo, pôde ouvi-los e interrompeu-os, mencionando "que se espantava ao vê-los louvando de maneira tão exaltada o que ele tinha de comum com os outros capitães, num campo onde a sorte mesmo tinha sua parte", ao mesmo tempo em que esqueciam de "dizer o que era nele mais belo e maior:" que nenhum ateniense havia vestido luto por sua causa". Péricles viveu durante os primeiros dois anos e meio da Guerra do Peloponeso e, de acordo com Tucídides, sua morte teria sido um desastre para Atenas, na medida em que seus sucessores foram muito inferiores a ele, preferindo incitar todos os maus hábitos da multidão furiosa, e seguindo políticas instáveis, procurando mais aquilo que era popular do que o que realmente era útil. Com estes comentários amargos, Tucídides não só lamenta a perda de um homem que ele admirava, mas também alardeia o apagar da glória e da grandiosidade únicas de Atenas.

## Vida pessoal
Seguindo o costume ateniense, Péricles se casou inicialmente com uma parente próxima sua, com quem teve dois filhos, Páralo e Xantipo. O casamento, no entanto, não foi feliz, e em algum ponto por volta de 445 a.C. Péricles se divorciou de sua esposa, oferecendo-a a outro homem, com o consentimento de seus parentes do sexo masculino. O nome desta sua primeira esposa não é conhecido; a única informação a seu respeito que chegou aos dias de hoje é a de que ela teria sido casada com um Hipônico, antes de Péricles, e que Cálias seria fruto deste seu casamento anterior.
A mulher que Péricles realmente amou foi Aspásia de Mileto. Aspásia tornou-se sua amante e passou a viver juntamente com ele como se fossem casados. A relação despertou diversas reações na sociedade ateniense, e até mesmo o próprio filho de Péricles, Xantipo, que tinha ambições eleitorais, não hesitou em ridicularizar e espalhar rumores sobre seu pai. Mesmo assim, estas perseguições não afetaram Péricles, embora ele tenha certa vez chorado publicamente ao proteger sua amada Aspásia da acusação de corromper a sociedade ateniense. Sua maior tragédia pessoal foi a morte de sua irmã e de seus dois filhos para a epidemia, uma calamidade da qual ele nunca se recuperou. Pouco tempo antes de sua morte os atenienses aprovaram uma mudança na lei de 451 a.C., que permitiu que seu filho semi-ateniense com Aspásia, Péricles, o Jovem, pudesse ser um cidadão e um herdeiro legítimo seu, uma decisão ainda mais impactante considerando-se que o próprio Péricles havia proposto a lei que limitava a cidadania ateniense àqueles que tivessem ambos os pais originários da cidade.

## Avaliação
Péricles marcou toda uma era, e inspirou julgamentos conflitantes acerca de suas decisões mais significantes, algo natural para uma personalidade política de sua magnitude. O fato de que também foi um orador, general e estadista vigoroso torna ainda mais complexa a tarefa de uma avaliação objetiva de seus atos.

### Liderança política

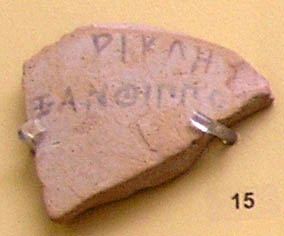
Óstraco com o nome de Péricles (c. 444–443 a.C.), Museu da Antiga Ágora de Atenas.

Alguns estudiosos contemporâneos descrevem Péricles como um "populista", um "demagogo" e até mesmo uma "ave da rapina", enquanto outros expressaram admiração pela sua liderança carismática. De acordo com Plutarco, após assumir a liderança de Atenas "ele não era mais o mesmo homem de antes, que era tanto submisso ao povo quanto estava pronto a ceder aos desejos da multidão, como um timoneiro aos ventos". Conta-se que seu oponente político, Tucídides, teria sido perguntado pelo rei de Esparta, Arquídamo, quem entre ele e Péricles era o melhor guerreiro. Tucídides respondeu sem hesitação que Péricles era melhor, porque mesmo quando era derrotado ele conseguia convencer o público de que havia vencido. Em termos de caráter, Péricles era irrepreensível aos olhos dos historiadores antigos, "mantendo-se inacessível a subornos, muito embora não fosse de todo indiferente ao ganho".
Tucídides, um admirador de Péricles, afirmou que Atenas era "nominalmente uma democracia, porém de fato era governada por seu primeiro cidadão". Com este comentário, o historiador ilustra o que ele entende como o carisma de Péricles para liderar, convencer e, por vezes, manipular. Embora o autor mencione as multas sofridas por Péricles, ele não menciona as acusações feitas contra ele, preferindo focar-se na sua integridade.[ι] Por outro lado, Platão, num de seus diálogos, rejeita a glorificação de Péricles, afirmando: "pelo que ouço dizer, Péricles deixou os atenienses preguiçosos, fofoqueiros e e ávidos por dinheiro, por ter sido quem instituiu o estipêndio popular". Plutarco menciona outra crítica à liderança de Péricles: "dizem muitos outros ter sido ele quem em primeiro lugar fomentou o costume de repartir pelo povo as terras conquistadas na guerra e de distribuir dinheiros públicos para ir ver os jogos, fixando-lhe salários para todas as coisas, sendo esse um mau costume, porque a plebe que antes passava com pouco, ganhando a vida com o trabalho do seu corpo, tornou-se supérflua, suntuosa e dissoluta, em vez de frugal e autossuficiente".
Tucídides argumenta que Péricles "conduzia a multidão, ao invés de ser conduzido por ela". Seu julgamento, no entanto, foi questionado; críticos do século XX, como Malcolm F. McGregor e John S. Morrison, propuseram que ele poderia ter sido uma figura pública atuando como um mero advogado das propostas de seus conselheiros, ou da própria população. Ao aumentar o poder que o povo tinha nas decisões, os atenienses teriam acabado ficando sem um líder que impusesse com sucesso sua autoridade; durante a Guerra do Peloponeso, a dependência de Péricles do apoio popular para governar tornou-se evidente.

### Feitos militares
Por mais de vinte anos Péricles liderou diversas expedições, a maior parte navais. Sempre cauteloso, jamais concordou em tomar parte de qualquer batalha que envolvesse extrema incerteza ou risco, e não cedia aos "vãos impulsos dos cidadãos". Baseou sua política militar no princípio de Temístocles de que a predominância de Atenas dependia de sua potência naval superior, e acreditava que os peloponésios eram praticamente invencíveis nos combates em terra. Péricles também tentou minimizar as vantagens de Esparta reconstruindo as muralhas de Atenas. De acordo com Josiah Ober, professor de Estudos Clássicos na Universidade de Princeton, a estratégia de reconstruir os muros alterou radicalmente o uso da força nas relações internacionais gregas.
Durante a Guerra do Peloponeso Péricles iniciou uma "grande estratégia" defensiva cuja meta era exaurir o inimigo e preservar o status quo. De acordo com Platias e Koliopoulos, Atenas, como o lado mais forte, não precisava derrotar Esparta em termos militares, e "escolheu frustrar o plano espartano de vitória". Os dois princípios básicos da "Grande Estratégia de Péricles" consistiam da rejeição de qualquer apaziguamento ou conciliação (de acordo com o que ele havia demonstrado ao incitar os atenienses a não revogar o Decreto Mégaro), e em evitar estender-se além de seus limites, tanto militares quanto financeiros.[ια] De acordo com Kagan, a insistência veemente de Péricles em não se fazer expedições para distrair o inimigo pode ser resultado da sua triste recordação da campanha no Egito, da qual ele supostamente teria participado. Sua estratégia foi descrita como "inerentemente impopular", porém Péricles conseguiu persuadir a população ateniense a segui-la; e foi por este motivo que o historiador militar alemão Hans Delbrück o chamou de um dos maiores estadistas e líderes militares do século. Embora seus compatriotas tenham se envolvido em diversos atos de agressão pouco tempo depois de sua morte, para Platias e Koliopoulos os atenienses teriam permanecido fundamentalmente fieis à estratégia maior de Péricles, de procurar preservar, e não expandir, o império, e mantiveram-se no mesmo rumo até a malograda 'Expedição Siciliana'. Para alguns estudiosos, a estratégia teria sido bem-sucedida, caso Péricles tivesse vivido por mais tempo.
Os críticos de sua estratégia, no entanto, são tão numerosos quanto os seus apoiadores. Uma crítica comum é a de que Péricles teria sempre sido melhor político e orador que estrategista. Donald Kagan descreveu a estratégia de Péricles como "uma forma de pensamento positivo que não deu certo", e Barry S. Strauss e Josiah Ober afirmaram que "como estrategista ele foi um fracasso, e merece uma parcela de culpa pela grande derrota ateniense". O historiador militar americano Victor David Hanson acredita que Péricles não teria planejado uma estratégia clara visando uma ação ofensiva eficaz, que pudesse possivelmente forçar Tebas ou Esparta a interromper a guerra. Kagan criticou a estratégia de Péricles em quatro pontos: primeiro, que ao rejeitar concessões menores ela desencadeou a guerra; segundo, que ela não havia sido sequer prevista pelo inimigo, e assim carecia de credibilidade; terceiro, que era frágil demais para que pudesse ter alguma oportunidade a ser explorada; e quarto, que ela dependia de Péricles para sua execução, e assim seria inevitavelmente abandonada depois de sua morte. Kagan estimou os gastos totais de Péricles ao longo de sua estratégia militar na Guerra do Peloponeso em cerca de 2000 talentos anuais, e com base nesta cifra conclui que ele só teria dinheiro suficiente para sustentar a guerra por mais três anos - e que como Péricles deveria conhecer estas limitações, provavelmente planejava uma guerra muito mais curta. Outros, como Donald W. Knight, concluíram que a estratégia seria defensiva demais, e não poderia obter sucesso - uma estratégia da qual discordam Platias e Koliopoulos, segundo os quais "os atenienses perderam a guerra apenas quando eles reverteram dramaticamente a grande estratégia de Péricles, que descartava explicitamente conquistas posteriores". Hanson enfatiza que a estratégia não era inovadora, mas poderia levar a uma estagnação que eventualmente poderia ser aproveitada a favor de Atenas. Uma conclusão popular é a de que aqueles que o sucederam no comando de Atenas não tiveram suas capacidades e seu caráter.

### Habilidades oratórias

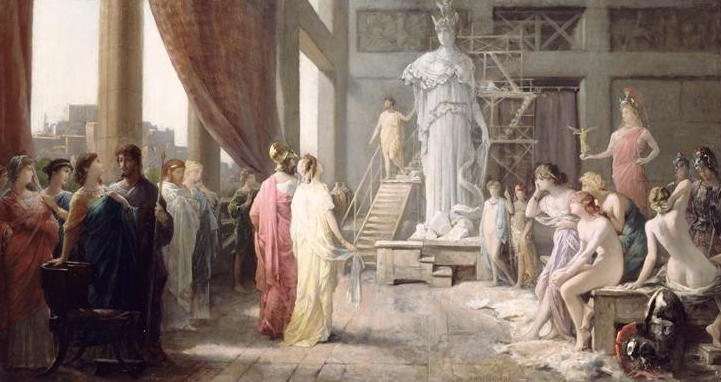
Pintura de Hector Leroux (1682–1740), que mostra Péricles e Aspásia admirando a gigantesca estátua de Atena, no estúdio de Fídias.

Analistas modernos de Tucídides, juntamente com outros historiadores e autores atuais, têm pontos de vista diferentes sobre a questão de quanto dos discursos de Péricles, tal como citados pelo antigo historiador, realmente representam as próprias palavras de Péricles, e quanto deles foi uma criação literária livre ou uma paráfrase de Tucídides.[ιβ] Como Péricles nunca escreveu ou distribuiu suas orações,[ιγ] nenhum historiador pode responder esta questão com algum grau de certeza; Tucídides recriou três deles com o auxílio da memória e, portanto, não se pode afirmar com segurança que ele não acrescentou a eles seus próprios pensamentos e noções.[ιδ] Embora Péricles tenha sido uma de suas principais fontes de inspiração, alguns historiadores notaram que o estilo apaixonado e idealístico dos discursos atribuídos por Tucídides a Péricles está em total contradição com o próprio estilo frio e analítico de Tucídides.[ιε] Isto pode, no entanto, ser resultado da incorporação do gênero da retórica ao gênero da historiografia, ou seja, Tucídides teria simplesmente usado dois estilos diferentes para dois propósitos diferentes.
Kagan afirma que Péricles adotou "um modo elevado de discurso, diferente dos truques vulgares e vis dos oradores de massa" e, de acordo com Diodoro Sículo, ele "superava todos seus concidadãos na habilidade da oratória". De acordo com Plutarco, Péricles evitava usar truques e artifícios em seus discursos, ao contrário do apaixonado Demóstenes, e sempre falava de maneira calma e tranquila. O biógrafo indica, no entanto, que, segundo o poeta Íon, o estilo de Péricles seria "um maneira presunçosa e um tanto arrogante de se dirigir aos interlocutores, e que em sua altivez havia uma boa dose de desdém e desprezo pelos outros". Górgias, no diálogo homônimo de Platão, utiliza Péricles como um exemplo de oratória intensa. Em Menexeno, no entanto, Sócrates questiona a fama retórica de Péricles, afirmando com ironia que, como Péricles havia sido educado por Aspásia, treinadora de muitos oradores, ele seria superior em retórica a alguém educado por Antífone. Também atribui a autoria da Oração Fúnebre a Aspásia, e ataca a veneração que seus contemporâneos tinham por Péricles. Sir Richard C. Jebb conclui que "único como estadista ateniense, Péricles deve ter sido único em dois aspectos também como orador ateniense; primeiro, porque ocupava uma posição de ascendência pessoal que nenhum homem antes ou depois dele havia ocupado; e segundo, porque suas ideias e sua força moral lhe haviam conquistado tamanho renome, pela sua eloquência, como alguém jamais havia obtido dos atenienses". Antigos autores gregos chamaram Péricles de "Olímpico", exaltando seus talentos; referiram-se a ele como "trovejando, relampejando e excitando a Grécia", e que portava as armas de Zeus durante seus discursos. De acordo com Quintiliano, Péricles sempre se preparava de maneira assídua para as suas orações e discursos e, antes de subir ao rostrum, sempre rezava para os deuses, para que não pronunciasse qualquer palavra imprópria.

### Legado
O legado mais visível de Péricles pode ser encontrado nas obras artísticas e literárias da Era de Ouro, das quais a maior parte sobreviveram até os dias de hoje. A Acrópole, embora em ruínas, ainda está de pé e é um símbolo da Atenas moderna. Para Paparrigopoulos, estas obras-primas são "suficientes para tornar o nome da Grécia imortal em nosso mundo".
Na política, Victor L. Ehrenberg argumentou que um elemento básico do legado de Péricles é o imperialismo ateniense, que garantia a liberdade e a democracia real apenas às pessoas do Estado soberano. A promoção de um imperialismo tão arrogante teria eventualmente sido responsável pela ruína de Atenas. Péricles e suas políticas "expansionistas" estiveram no cerne dos argumentos pela promoção da democracia em países oprimidos.
Outros analistas sustentam a tese de um humanismo ateniense, ilustrado pela Era de Ouro. A liberdade de expressão é vista como o legado duradouro que derivado deste período. Péricles é louvado como "o tipo ideal de estadista perfeito na Grécia Antiga", e sua Oração Fúnebre é sinônimo, nos dias de hoje, da luta pela democracia participatória e do orgulho cívico.